# DoValue
doValue S.p.A. (ex doBank S.p.A) è una società italiana che opera nel settore finanziario. Si occupa della gestione e del recupero di crediti deteriorati (NPL, non performing loans) per conto di banche ed industrie. Dal 2017 è controllata dal gruppo giapponese SoftBank.
È quotata alla Borsa Italiana, dove ha debuttato il 14 luglio 2017 al prezzo di 9 euro per azione, nell'indice FTSE Italia Mid Cap.

## Storia
La società nasce dalla fusione di Italfondiario (che a sua volta aveva acquisito nel 2006 il servicer Intesa Gestione Crediti) e Unicredit Credit Management Bank (società recupero credito del gruppo UniCredit).
UCCMB dal 2000 assume la denominazione di UniCredit Gestione Crediti - Banca per la gestione del Crediti per diventare poi UniCredit Credit Management Bank nel 2008, con l'integrazione di Capitalia Service.
Nel 2011, secondo S&P, arriva a gestire uno stock di crediti deteriorati equivalenti al 25% di tutto il mercato italiano degli NPL: 26,1 miliardi di euro detenuti a fronte di un mercato nazionale di 103,9 miliardi.
Nel 2015 Unicredit cede UCCMB ad Avio S.a.r.l. (Fortress Investment Group ed Eurocastle Investment) insieme ad un pacchetto di 2,4 miliardi di crediti. Carlo Festa de Il Sole 24 Ore, nel suo articolo del 13 febbraio 2015, ha stimato che il valore dell'operazione sia pari a 550 milioni di euro, di cui 300 per la piattaforma societaria e 250 il valore reale dei crediti. Contestualmente la società assume la denominazione di doBank e prevede di svolgere attività di recupero dei crediti problematici di proprietà di Unicredit ed Unicredit Leasing.
Il 15 luglio 2016 acquista il 100% di Italfondiario, operazione che la porta a gestire un portafoglio di 89 miliardi di sofferenze.
La società è controllata dal 2015 dal gruppo americano Fortress (fondato a New York nel 1998 da Randy Nardone, Pete Briger, Wes Edens) che a sua volta è acquisito nel febbraio 2017 dal gruppo giapponese SoftBank per 3,3 miliardi di dollari. un prezzo alto con un premio del 39%. L'operazione, in contanti, è completata entro la fine dell'anno.
Nell'ottobre 2017 doBank stringe un accordo con Banca Mps che gli vende 8 dei 21 miliardi di crediti in sofferenza (Npl).
Il 25 giugno 2019, dopo che la Banca centrale europea ha revocato come richiesto, la licenza bancaria, cambia la denominazione sociale in doValue e modifica l'oggetto sociale (servizi di natura finanziaria, di coordinamento e di supporto alla gestione di crediti problematici) in base al piano industriale 2018-2020. Alla fine di giugno 2019 doValue acquisisce per 360 milioni l'85% di Altamira Asset Management, attiva nel settore dei crediti problematici e presente in Spagna, Portogallo, Cipro, Grecia. Il 5 giugno 2020 perfeziona l'acquisto da Eurobank per 211 milioni di euro dell'80% di Fps, società di servicing greca.

## Il gruppo
Appartengono al Gruppo, di cui doValue detiene il 100% del capitale:
- Italfondiario S.p.A., unica società vigilata del gruppo (iscritta all’albo dei 106 TUB), specializzata in attività di master servicing e cash management;
- doData S.r.l., servizi di business information e data quality management specifici per NPL;
- Altamira Asset Management

Cinque aree di attività: servicing di crediti performing e early arrears, servicing di crediti UTP (unlikely-to-pay), servicing di crediti NPL (non-performing-loans), servicing di asset real estate, servizi di fornitura di dati e altri servizi ancillari all’attività di servicing.

## Dati economici
Alla fine del 2015 la società ha in affidamento un portafoglio di 659.000 posizioni, per un totale di 45,1 miliardi di euro. È attiva anche nella gestione degli immobili a garanzia dei crediti deteriorati, tramite doRealEstate S.p.A., anch'essa ereditata da Unicredit, e ha 618 dipendenti. Nel 2015 realizza 78,4 milioni di margine d'intermediazione, EBITDA negativo di 7,6 milioni, perdite per 188,6 milioni, frutto delle rettifiche di valore dei crediti acquisiti, svalutati di circa 266,9 milioni.
Nel 2017 la società registra ricavi netti per 194,9 milioni di euro rispetto ai 188,4 milioni del 2016, utile di 45 milioni (aumento dell'11%), EBITDA pari a 70,1 milioni (sale del 9%). Gli asset gestiti sono a fine 2017 di 77 miliardi di euro.